# José Tomás de Sousa Martins

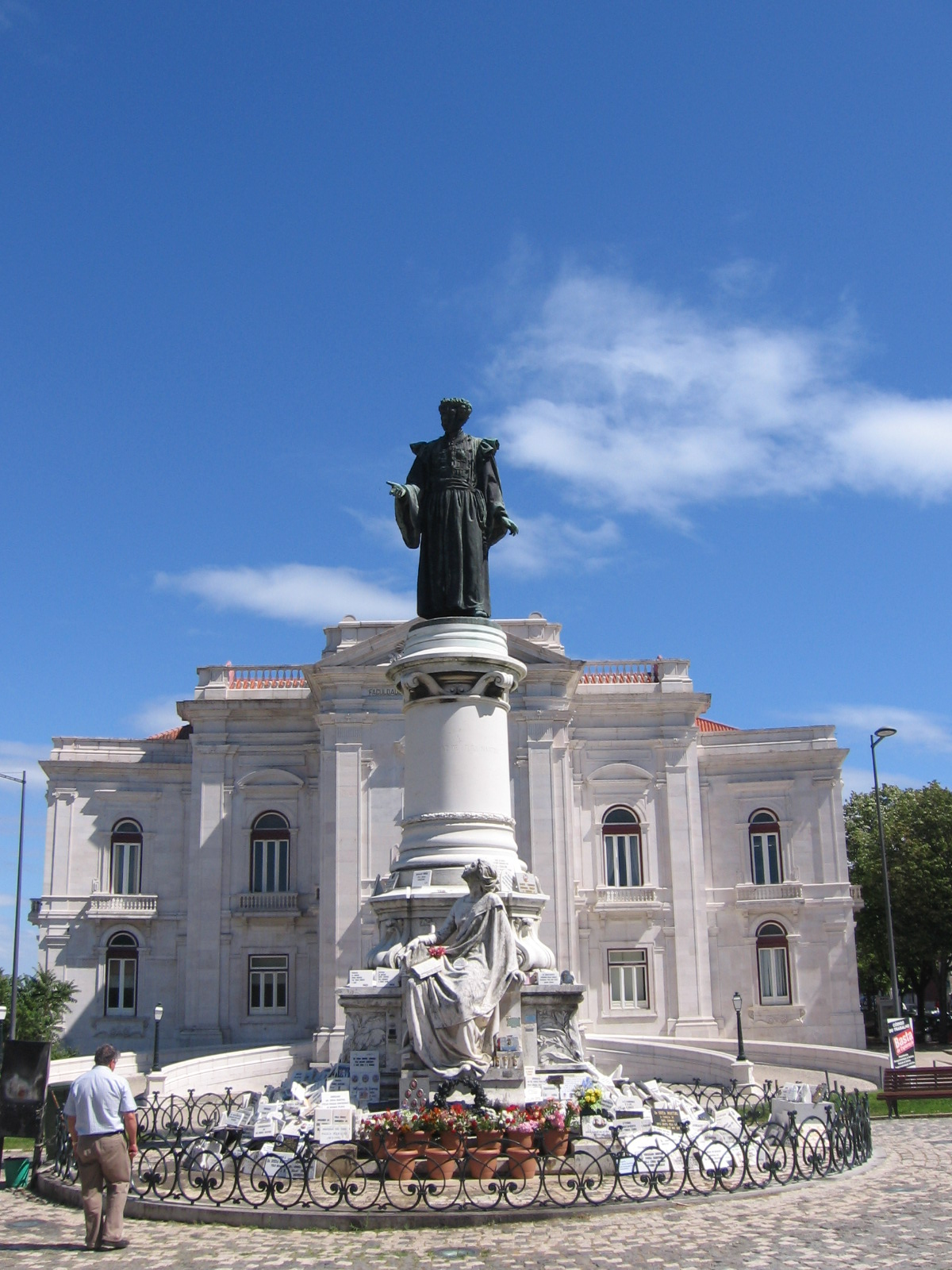
Denkmal für Dr. Sousa Martins vor der Escola Médico-Cirúrgica (jetzt Fachbereich Medizin der Universidade Nova de Lisboa) am Campo dos Mártires da Pátria

José Tomás de Sousa Martins (* 7. März 1843 in Alhandra; † 18. August 1897 ebenda) war ein portugiesischer Arzt und Hochschullehrer für Medizin. Er erlangte Bekanntheit durch seinen Einsatz für die Volksgesundheit, insbesondere den Kampf gegen die Tuberkulose. In seinem Heimatland wird er vielfach als Heiliger verehrt, sein Kult wird aber von der katholischen Kirche nicht anerkannt.